# Новая Франция
Но́вая Фра́нция (фр. Nouvelle-France) — общее название французских колоний в Северной Америке (1534—1763). В разное время в состав Новой Франции входили:
- Канада — современные канадские провинции Квебек, Онтарио и часть берегов Великих Озёр (в частности, основанный Кадиллаком форт Детруа — сегодняшний Детройт).
- Луизиана (Louisiane) — долина реки Миссисипи с современными американскими штатами Луизиана, Миссисипи, Арканзас, Северная и Южная Дакота, Айова, Канзас, Миссури, Монтана, Небраска и Оклахома.
- Акадия (Acadie) — современные канадские провинции Нью-Брансуик, Новая Шотландия и остров Св. Иоанна (Saint-Jean) — сегодняшний Остров Принца Эдуарда.
- Новая Земля (Terre-Neuve) — современный Ньюфаундленд.

## История
В 1534 году французский мореплаватель Жак Картье провозгласил Канаду собственностью короля Франции. Но попытки основать поселения окончились неудачей. Настоящая колонизация была начата только в 1604 году с подачи Самюэля де Шамплена. К 1580-м годам были созданы французские торговые компании и заключены контракты на доставку мехов. Многое из того, что происходило в то время между коренным населением и их европейскими колонизаторами, неизвестно из-за отсутствия исторических записей. В 1605 году в Акадии был основан город Порт-Руаяль (сегодня город Аннаполис-Ройал в Новой Шотландии). В 1608 году Шамплен основал город Квебек, который и стал столицей Французской Канады. 17 мая 1642 года Поль Шомеди де Мезоннёв основал Монреаль.

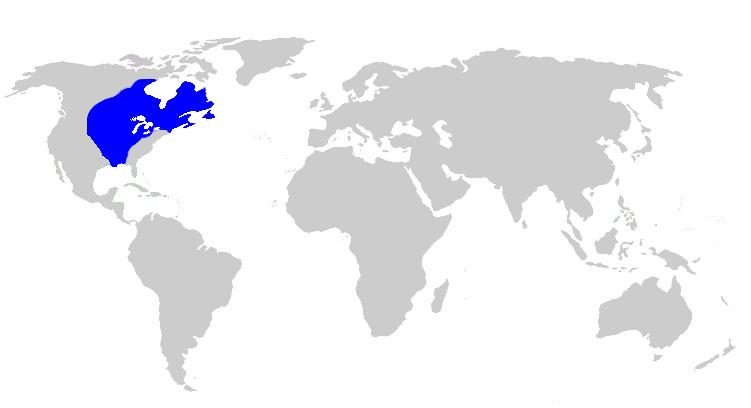
Территории Новой Франции до 1713 года

Наибольшее расширение границ Новой Франции связано с деятельностью графа де Фронтенака (губернатор в 1672—1682 годах). При его финансовой поддержке Ла Саль в 1681—1682 годах проплыл по всей длине Миссисипи и объявил всю её долину владением французского короля.

Территория Новой Франции до Семилетней войны (1756—1763)

В 1718 году основан Новый Орлеан (фр. Nouvelle-Orléans), который стал столицей новой колонии — Луизианы (название, данное ла Салем в честь французского короля Людовика (Луи) XIV).
В 1737 году города Квебек, Труа-Ривьер и Монреаль связала королевская дорога Шмен-дю-Руа, ставшая на момент введения в эксплуатацию самой длинной дорогой Северной Америки (к северу от реки Рио-Гранде).

## Население
Рождаемость в Канаде (преимущественно в Квебеке) оценивается в 8,0 детей в среднем на женщину в период 1700—1730 годы. Всего в период с 1600 по 1760 годы из около 33 500 побывавших (хотя бы раз перезимовавших) в Канаде французов пoселилось здесь на постоянной основе лишь 6,5 тысяч человек, оставивших потомство. По мнению Массимо Ливи Баччи, в период с 1600 по 1730 годы из Франции в Канаду переселилось 27 тысяч человек, что, по его мнению, крайне незначительная величина для страны, население которой в 4—5 раз превышало население Англии и в 3 раза — население Испании. Около 19 % переселенцев из Франции потомков в Квебеке по разным причинам не оставили.

## Падение
Основной проблемой Новой Франции, с момента появления английских колоний, стал явный демографический дисбаланс, который не смогли решить ни более высокая рождаемость среди франкоканадских женщин, ни либеральное отношение к смешанным бракам с индейцами по периметру колонии. К 1689 году во всей Новой Франции проживало лишь 14 000 условно «белых» жителей, а в Новой Англии, куда массово переселялись британцы, уже свыше 200 000 человек. Какое-то время ситуацию спасала политико-административная раздробленность, царящая в британских колониях, где каждая колония представляла собой фактически отдельное колониальное государство, а также традиционно более тёплые союзнические отношения Франции с пока ещё многочисленными индейскими племенами, которые с опаской относились к Британской империи. Новая Франция выглядела куда более сплочённой, особенно после того как гражданская война в Акадии привела к захвату англичанами её небольшой восточной части в 1713 году. Напор англичан долгое время удавалось сдерживать также и благодаря тому, что значительную часть французских поселенцев составляли специально присланные профессиональные кадры, а не бегущие от религиозного гнёта пуритане, как в британских колониях. Славная революция 1688 года привнесла определённый хаос в большинство английских колоний, что временно отсрочило падение Новой Франции. Откровенно антифранцузские настроения преобладали, по понятным причинам, только в приграничных Нью-Йорке и в Массачусетсе, жители которых жаждали захвата новых земель и промысловых угодий на северо-западе.
Во время Семилетней войны (1756—1763) Новую Францию захватили англичане. По Парижскому договору 1763 года Франция отказалась от своих американских владений в пользу Англии и (частично) Испании, сохранив лишь острова Сен-Пьер и Микелон.

## Культурное и языковое наследие
Канадский Квебек до сих пор остаётся территорией, где преобладает французский язык и культура; Монреаль — один из крупнейших франкоязычных городов в мире. Французские культурные и правовые традиции сохраняются и в Луизиане.

## В кино
Жизнь в Новой Франции накануне и после передачи её Британской империи нашла отражение в канадском драматическом телесериале «Маргерит Волан», снятом в 1996 году режиссёром и продюсером Шарлем Бинаме, а также в историческом фильме «Новая Франция» режиссёра Жана Бодена (Франция-Канада, 2004).